# Batarà murí
El batarà murí (Thamnophilus murinus) és una espècie d'ocell de la família dels tamnofílids (Thamnophilidae).

## Hàbitat i distribució
Habita la selva pluvial i sabana de les terres baixes fins als 1300 m des del sud-est de Colòmbia, sud de Veneçuela i Guaiana, cap al sud, a través de l'est d'Equador fins al nod-est de Perú i nord del Brasil amazònic.